# Siergiej Karimow
Siergiej Karimow (ur. 21 grudnia 1986 w Saran, zm. 24 grudnia 2019) to kazachski piłkarz niemieckiego pochodzenia występujący na pozycji obrońcy w niemieckim klubie VfL Wolfsburg.

## Kariera klubowa
W sezonie 2005/06 Karimow zaczął występować w zespole rezerw VfL Wolfsburg, który grał wówczas w północnej Oberlidze. W kolejnym sezonie rozegrał 19 spotkań w północnej Regionallidze. Następnie menadżer rezerw Bernd Hollerbach zarekomendował go Felixowi Maghatowi do pierwszego zespołu.
8 grudnia 2007 roku Karimow zadebiutował w Bundeslidze w spotkaniu z VfB Stuttgart. 30 stycznia 2008 roku wystąpił w spotkaniu 1/16 Pucharu Niemiec z FC Schalke 04. W 90. minucie tego spotkania Kazach najpierw zdobył wyrównującą bramkę, zaś później w serii rzutów karnych wykorzystał jedenastkę decydującą o zwycięstwie. Po krótkim czasie Karimow podpisał nowy kontrakt wiążący go z klubem do 2010 roku, zaś latem 2009 roku na stałe awansował do zespołu rezerw.
Na początku maja Karimow podpisał dwuletni kontrakt z MSV Duisburg, który wzmocni przed sezonem 2011/12 na zasadzie wolnego transferu.

## Kariera reprezentacyjna
W lutym 2008 roku Kazachski Związek Piłki Nożnej oficjalnie złożył Karimowi propozycję występów w reprezentacji Kazachstanu. Latem, po zakończeniu sezonu piłkarz podjął ostateczną decyzję i zdecydował się reprezentować Kazachstan. 11 sierpnia 2010 roku Karimow zadebiutował w zespole narodowym podczas wygranego 3:1 spotkania z reprezentacją Omanu.